# Freeman Spur
Freeman Spur és una població dels Estats Units a l'estat d'Illinois. Segons el cens del 2000 tenia 273 habitants.

## Demografia
Segons el cens del 2000, Freeman Spur tenia 273 habitants, 110 habitatges, i 76 famílies. La densitat de població era de 263,5 habitants/km².
Dels 110 habitatges en un 32,7% hi vivien nens de menys de 18 anys, en un 48,2% hi vivien parelles casades, en un 13,6% dones solteres, i en un 30,9% no eren unitats familiars. En el 27,3% dels habitatges hi vivien persones soles el 17,3% de les quals corresponia a persones de 65 anys o més que vivien soles. El nombre mitjà de persones vivint en cada habitatge era de 2,48 i el nombre mitjà de persones que vivien en cada família era de 2,97.
Per edats la població es repartia de la següent manera: un 26,4% tenia menys de 18 anys, un 9,2% entre 18 i 24, un 27,1% entre 25 i 44, un 23,1% de 45 a 60 i un 14,3% 65 anys o més.
L'edat mediana era de 36 anys. Per cada 100 dones de 18 o més anys hi havia 91,4 homes.
La renda mediana per habitatge era de 24.219 $ i la renda mediana per família de 28.750 $. Els homes tenien una renda mediana de 26.250 $ mentre que les dones 23.750 $. La renda per capita de la població era d'11.416 $. Aproximadament el 15,5% de les famílies i el 22,1% de la població estaven per davall del llindar de pobresa.

## Poblacions properes
El següent diagrama mostra les poblacions més properes.